# Al-Bahriyya al-Qatariyya
La Al-Bahriyya al-Qatariyya, Marina del Qatar nota internazionalmente come Qatar Emiri Navy, è la forza navale dell'Qatar. In passato è stata una forza molto piccola rispetto alle esigenze di protezione del paese e dotata di mezzi molto leggeri, tra cui tre battelli d'attacco Classe Combattante III.
A tutto il 2010 la marina disponeva di 21 pattugliatori costieri o motovedette e di una nave anfibia; la presenza della US Navy è stata fortemente incentivata, in modo da avere in area forze amiche in grado di ottenere un effetto dissuasivo ma si sono avute anche visite amichevoli nel febbraio 2010 da parte di una nave scuola iraniana, nonostante il vicino paese sia una delle possibili minacce per il Qatar.

## Flotta

### Navi
| Distintivo ottico         | Nave        | Immagine | Tipo                            | Classe                     | Dislocamento | Anno di entrata in servizio | Base     | Anno di prevista dismissione | Note |
| corvette                  | corvette    | corvette | corvette                        | corvette                   | corvette     | corvette                    | corvette | corvette                     | corvette |
| ------------------------- | ----------- | -------- | ------------------------------- | -------------------------- | ------------ | --------------------------- | -------- | ---------------------------- | --- |
| F101                      | Al Zubarah  |          | corvetta                        | classe Doha o Al Zubarah   | 3.300 t.     | 2021                        |          |                              | costruita da Fincantieri presso il cantiere navale del Muggiano e consegnata il 28 ottobre 2021                                                                          |
| F102                      | Damsah      |          | corvetta                        | classe Doha o Al Zubarah   | 3.300 t.     | 2022                        |          |                              | costruita da Fincantieri presso il cantiere navale del Muggiano e consegnata il 28 aprile 2022                                                                           |
| F103                      | Al Khor     |          | corvetta                        | classe Doha o Al Zubarah   | 3.300 t.     | 2022                        |          |                              | costruita da Fincantieri presso il cantiere navale del Muggiano e consegnata il 22 dicembre 2022                                                                         |
| F104                      | Sumaysimah  |          | corvetta                        | classe Doha o Al Zubarah   | 3.300 t.     |                             |          |                              | costruita da Fincantieri presso il cantiere navale del Muggiano e consegnata il 16 maggio 2023                                                                           |
| pattugliatori d'altura    |             |          |                                 |                            |              |                             |          |                              | |
| Q61                       | Musherib    |          | Pattugliatore OPV               | classe Musherib            | 745 t.       | 2022                        |          |                              | costruito da Fincantieri presso il cantiere navale del Muggiano e consegnato il 28 gennaio 2022                                                                          |
| Q62                       | Sheraouh    |          | Pattugliatore OPV               | classe Musherib            | 745 t.       | 2022                        |          |                              | costruito da Fincantieri presso il cantiere navale del Muggiano e consegnato il 7 luglio 2022                                                                            |
| QC901                     |             |          | Pattugliatore OPV               | Classe Ares 150 Hercules   | 245 t.       | 2020                        |          |                              | costruiti presso il cantiere navale della città di Antalya da Ares Shipyard e consegnati nel 2020                                                                        |
| QC902                     |             |          | Pattugliatore OPV               | Classe Ares 150 Hercules   | 245 t.       | 2020                        |          |                              | costruiti presso il cantiere navale della città di Antalya da Ares Shipyard e consegnati nel 2020                                                                        |
| battelli d'attacco veloce |             |          |                                 |                            |              |                             |          |                              | |
| Q01                       | Damsah      |          | Motocannoniera missilistica FAC | classe Damsah              | 425 t.       | 1982                        |          |                              | costruiti presso il cantiere di Cherbourg da CMN |
| Q02                       | Al Ghariyah |          | Motocannoniera missilistica FAC | classe Damsah              | 425 t.       | 1983                        |          |                              | costruiti presso il cantiere di Cherbourg da CMN |
| Q03                       | Rbigah      |          | Motocannoniera missilistica FAC | classe Damsah              | 425 t.       | 1983                        |          |                              | costruiti presso il cantiere di Cherbourg da CMN |
| Q31                       |             |          | motovedetta                     | classe MRTP 34             |              |                             |          |                              | costruiti presso il cantiere navale di Istanbul da Yonca-Onuk |
| Q32                       |             |          | motovedetta                     | classe MRTP 34             |              |                             |          |                              | costruiti presso il cantiere navale di Istanbul da Yonca-Onuk |
| Q33                       |             |          | motovedetta                     | classe MRTP 34             |              |                             |          |                              | costruiti presso il cantiere navale di Istanbul da Yonca-Onuk |
| Q49                       |             |          | motovedetta                     | classe MRTP 16             |              |                             |          |                              | costruito presso il cantiere navale di Istanbul da Yonca-Onuk |
| 004                       | Barzan      |          | Motocannoniera missilistica FAC | classe Barzan o Super Vita | 380 t.       | 1996                        |          |                              | costruiti presso il cantiere navale di Southampton da Vosper Thornycroft                                                                                                 |
| 005                       | Huwar       |          | Motocannoniera missilistica FAC | classe Barzan o Super Vita | 380 t.       | 1996                        |          |                              | costruiti presso il cantiere navale di Southampton da Vosper Thornycroft                                                                                                 |
| 006                       | Al Udied    |          | Motocannoniera missilistica FAC | classe Barzan o Super Vita | 380 t.       | 1998                        |          |                              | costruiti presso il cantiere navale di Southampton da Vosper Thornycroft                                                                                                 |
| 007                       | Al Deebeel  |          | Motocannoniera missilistica FAC | classe Barzan o Super Vita | 380 t.       | 1998                        |          |                              | costruiti presso il cantiere navale di Southampton da Vosper Thornycroft                                                                                                 |
| nave da sbarco            |             |          |                                 |                            |              |                             |          |                              | |
| L141                      | Al Fulk     |          | LPD                             | Classe San Giorgio         | 9000 t.      | 2023                        |          |                              | costruita da Fincantieri presso il cantiere navale di Palermo e il cantiere di Muggiano e consegnata il 29 novembre 2024 . Capacità: 3 LCM, 3 LCVP, 2 RHIB / 550 uomini) |
|                           |             |          | nave anfibia                    | classe Robha               |              |                             |          |                              | (3 LCM / 100 uomini) |
| navi da addestramento     |             |          |                                 |                            |              |                             |          |                              | |
| QTS91                     | Al Doha     |          | motovedetta                     | classe Al Doha             |              |                             |          |                              | costruito presso il cantiere navale di Anadolu da Shipyard |
| QTS92                     | Al Shamal   |          | motovedetta                     | classe Al Doha             |              |                             |          |                              | costruito presso il cantiere navale di Anadolu da Shipyard |

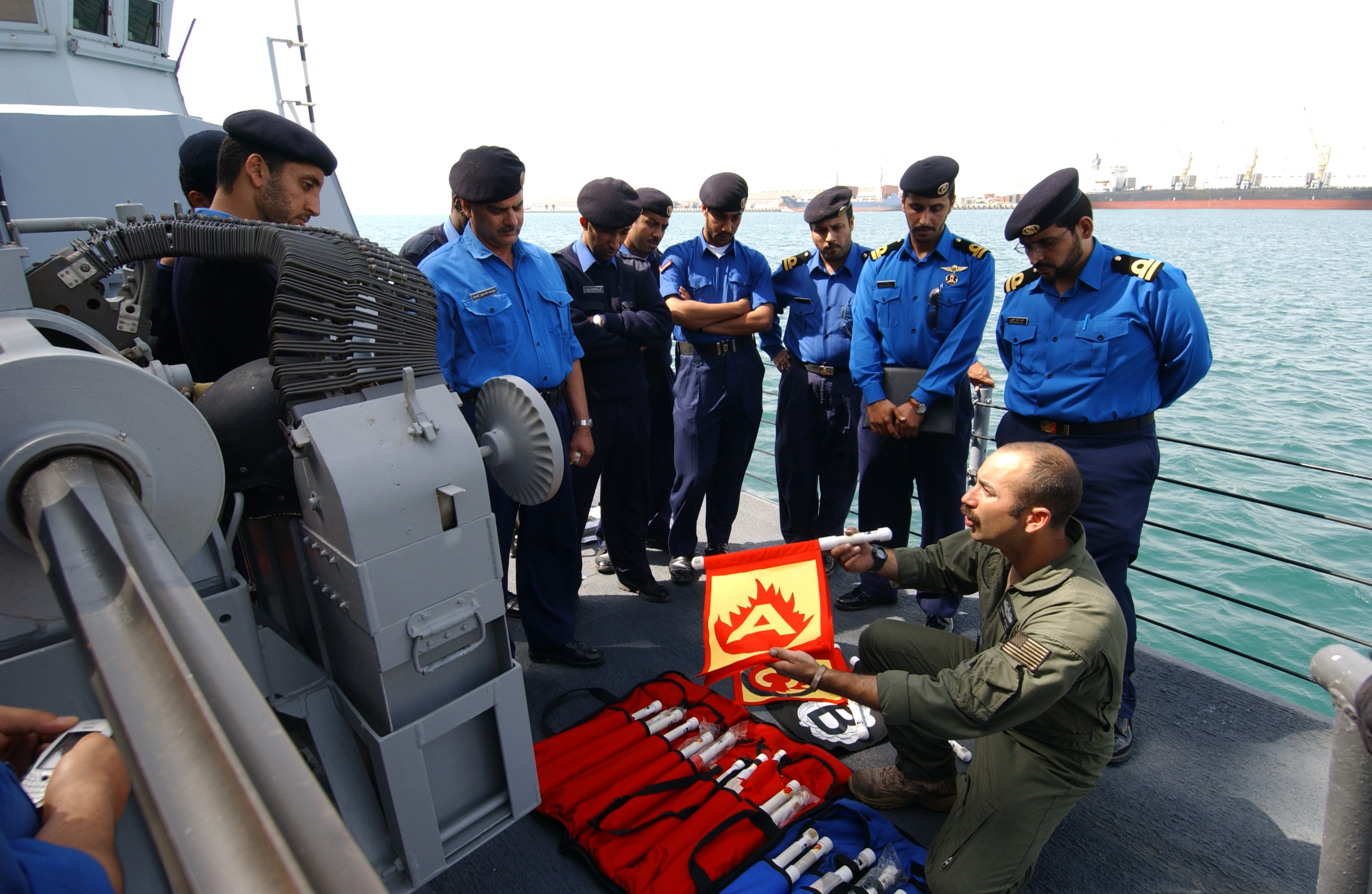
Marinai qatarini si addestrano al controllo danni a bordo del pattugliatore costiero statunitense USS Chinook (PC 9)

- 4 pattugliatori Vosper – 120 tons full load  Regno Unito
- 6 pattugliatori costieri Vosper 110 ft.  Regno Unito
- 6 pattugliatori costieri Damen Polycat 1,450
- 2 pattugliatori costieri Keith Nelson type 44 ft.
- 2 pattugliatori costieri Fairey Marine Interceptor  Regno Unito
- 4 pattugliatori costieri MV-45
- 25 pattugliatori costieri Fairy Marine Spear  Regno Unito
- 5 pattugliatori costieri P-1500
- 4 pattugliatori costieri DV-15
- 3 pattugliatori costieri Helmatic M-160

## Programmi futuri
Esistono alcuni programmi di nuove unità in sviluppo, in particolare una classe di corvette prodotte da un consorzio turco-olandese, Nakilat/Damen, basato sugli scafi delle corvette olandesi classe Sigma.
Dai cantieri turchi ARES Shipyard sono attesi 17 pattugliatori costieri, di cui 10 "ARES 110 Hercules" da 117 t, 5 "ARES 75 Hercules" da 58 t e 2 più grandi "ARES 150 Hercules" da 245 t, in materiali compositi e che entreranno in servizio nei 5 anni successivi all'ordine del 2014.

### Il contratto con l'Italia
Nel luglio 2017 è stato ufficializzato il contratto di fornitura da parte dell'italiana Fincantieri alla marina qatarina di sette unità: quattro corvette, una nave per operazioni anfibie e due pattugliatori, del valore di quasi quattro miliardi di euro.I pattugliatori ricalcheranno lo schema della Classe Falaj 2.
Le "corvette" dovrebbero dislocare circa 3000 t e sarebbero armate oltre che con un cannone da 76mm Super Rapido della Oto Melara, due cannoni da 30 millimetri e un sistema missilistico da difesa aerea integrato, con la componente a lungo raggio su missili MBDA Aster 30 e la componente a corto raggio su missili Raytheon RIM-116. 
Al Fulk
La nave da sbarco è impostata sul tipo, migliorato, del Bâtiment de Débarquement et de Soutien Logistique venduto all'Algeria. 
Il 18 maggio 2022, presso lo  stabilimento di Palermo, è stata impostata la LPD da 9 mila tonnellate, commissionata a Fincantieri dal Ministero della Difesa del Qatar. 
L'unità anfibia, a cui è stato dato il nome di "Al Fulk" (L 141), è stata varata il 24 gennaio 2023. La nave ha una lunghezza di circa 143 metri, una larghezza di 21,5 e potrà ospitare a bordo circa 550 militari. È dotata di un bacino interno allagabile per mezzi da sbarco LCM, e un ponte di volo dimensionato per l'elicottero NH90 .